# Barbara Kalender

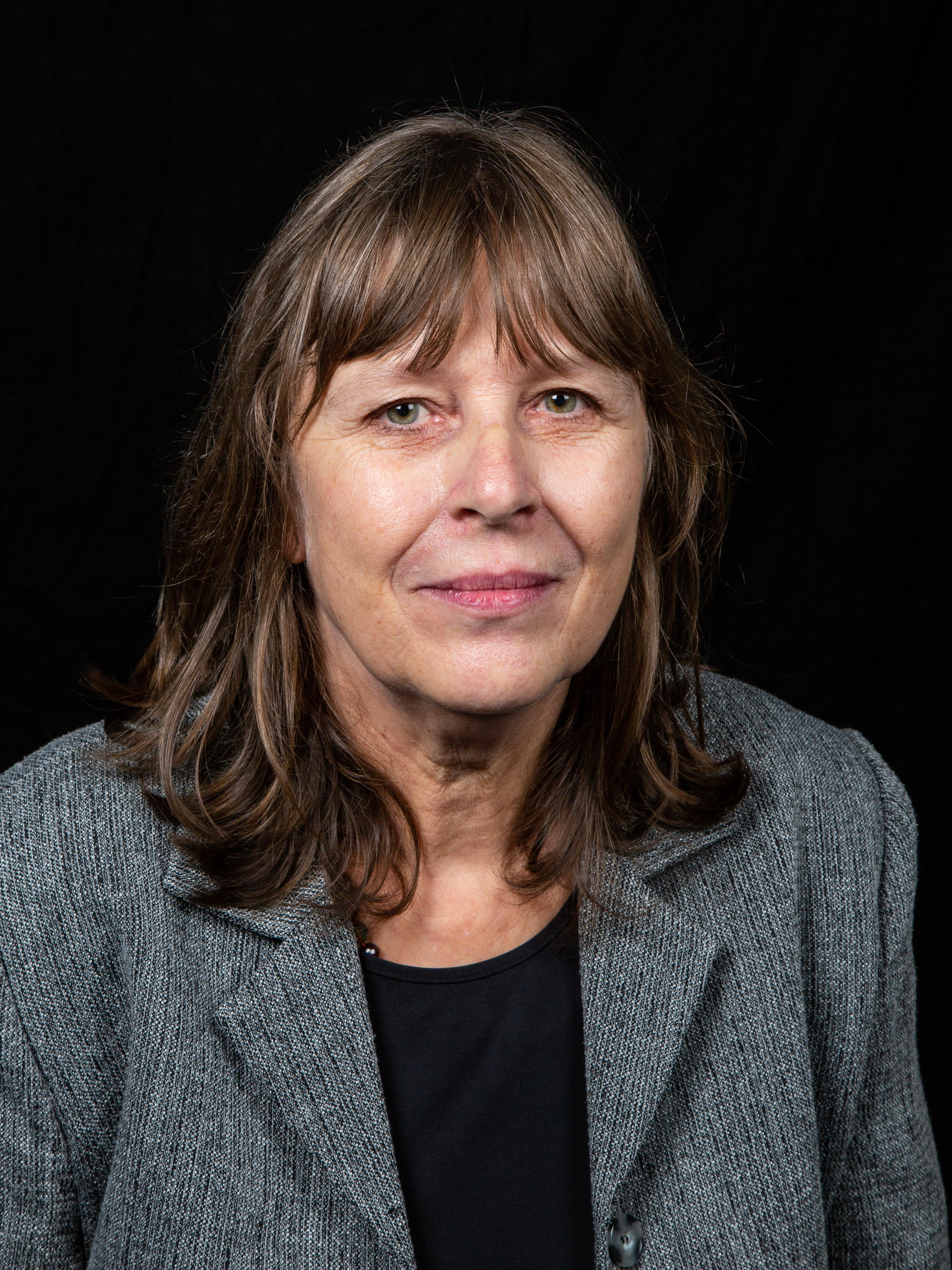
Barbara Kalender auf der Frankfurter Buchmesse 2018

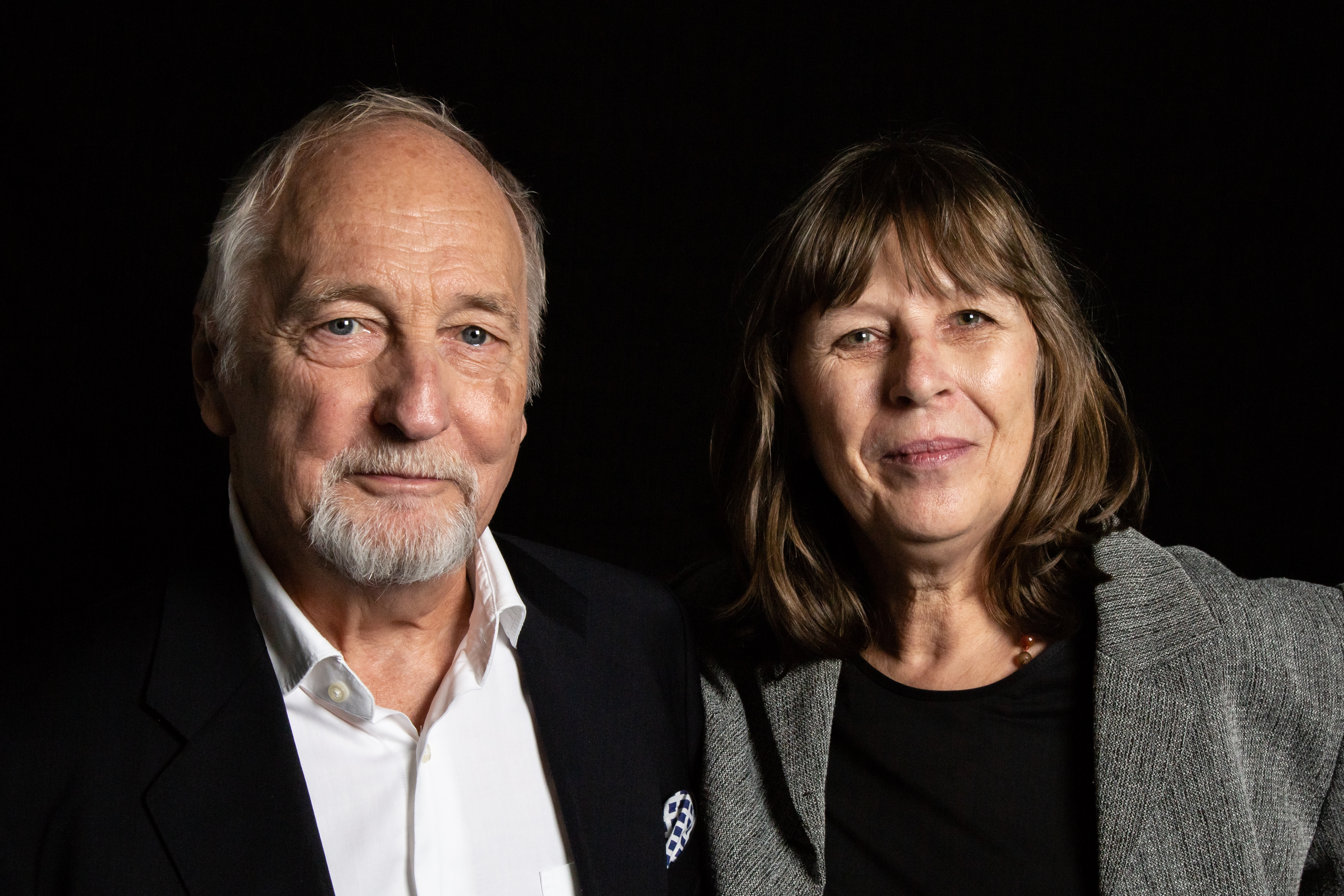
Jörg Schröder und Barbara Kalender 2018

Barbara Kalender (* 30. Juli 1958 in Stockhausen, Hessen) ist eine deutsche Verlegerin, Buchgestalterin, Schriftstellerin und Bloggerin.

## Leben und Werk
Barbara Kalender arbeitete von 1981 bis 1987 für den März Verlag. 1984 entwickelte sie zusammen mit Jörg Schröder (1938–2020) und dem Regisseur Peter Gehrig das Treatment und Drehbuch der Spieldokumentation Die März-Akte – Einblicke in die Literaturszene und spielte darin neben Jörg Schröder und Horst Tomayer eine Hauptrolle. Der Film wurde 1986 mit einem Adolf-Grimme-Preis ausgezeichnet. Zusammen mit Jörg Schröder entwarf und baute Barbara Kalender diverse März-Stände für die Frankfurter Buchmesse, darunter den vielbeachteten „Bücherberg“. Eine weitere Aktion, die sie organisierte, war der „März-Rettungsdienst von Barbara Kalender“. Clou der Aktion war der Schuhe putzende März-Verleger auf der Buchmesse. Nach der Schließung des März Verlags wegen der Krankheit des Verlegers übergab sie im Jahr 1987 das Verlagsarchiv mit ca. 200.000 Blatt an das Deutsche Literaturarchiv Marbach.
Seit Mai 1990 erscheint Schröder erzählt. Das Erscheinungsbild der Serie entwarf Jörg Schröder, die typografische Einrichtung der Folgen besorgt Barbara Kalender. Als Erfassungs- und Layout-Computer diente 1990 ein Macintosh SE, gesetzt wurde mit PageMaker. Die Blätter werden von Hand in einen weißen Chromolux-Karton gebunden. Insgesamt sind 68 Folgen und 6 Treuegaben erschienen. Die Folgen 1 bis 40 tragen Titelillustrationen von Roy Lichtenstein, die Titelillustrationen der Folgen 41 bis 63 gestalteten wechselnde renommierte Künstlerinnen und Künstlern der Gegenwart.
Ab Juni 2006 schrieben Schröder und Kalender ein Autorenblog in der tageszeitung unter dem Motto Wie der Bär flattert – damit ist die Berliner Fahne auf dem Schöneberger Rathaus gemeint, die von der Wohnung der Autoren aus zu sehen ist.
Auch für die linke junge Welt ist sie journalistisch tätig, dort auch im Gespräch mit dem Schriftsteller Jürgen Roth.

## Schriften (Kooperationen mit Jörg Schröder)
- Barbara Kalender, Jörg Schröder: Schröder erzählt. Weiße Serie, 1. bis 26. Folge, März Desktop Verlag, Fuchstal-Leeder 1990 bis 1996.
- Barbara Kalender, Jörg Schröder: Schröder erzählt. Weiße Serie, 27. Folge bis 40. Folge, März Desktop Verlag, Augsburg 1996 bis 2000.
- Barbara Kalender, Jörg Schröder: Schröder erzählt. Schwarze Serie, 1. bis 7. Folge, März Desktop Verlag, Augsburg 2000 bis 2005.
- Barbara Kalender, Jörg Schröder: Schröder erzählt. Schwarze Serie, 8. bis 23. Folge, März Desktop Verlag, Berlin 2005 bis 2015.
- Jan-Frederik Bandel, Barbara Kalender, Jörg Schröder: Immer radikal, niemals konsequent. Der März Verlag – erweitertes Verlegertum, postmoderne Literatur und Business Art. Philo Fine Arts, Hamburg 2011, ISBN 978-3-86572-665-0.
- Barbara Kalender, Jörg Schröder: Kriemhilds Lache. Neue Erzählungen aus dem Leben. Illustriert von F. W. Bernstein. Verbrecher Verlag, Berlin 2013, ISBN 978-3-943167-39-9.
- Barbara Kalender, Jörg Schröder (Hrsg.): Erwähnungsgeschäft. Festschrift und Treuegabe zur 60. Folge von Schröder erzählt mit Beiträgen von Jan-Frederik Bandel, Diedrich Diederichsen, Albrecht Götz von Olenhusen, Henning Herrmann-Trentepohl, Wolfgang Raible und Georg Stanitzek. März, 2014, ISBN 978-3-920096-81-0.
- Jörg Schröder, Ernst Herhaus: Siegfried erschien im Verlag Schöffling & Co., Frankfurt 2018 mit einem Anhang: Das ganze Leben · Jörg Schröders Vita aufgezeichnet von Barbara Kalender, 173 Seiten mit zahlreichen Abbildungen. ISBN 978-3-89561-252-7.

## Stimmen zur Zusammenarbeit
„Jetzt steht er (Jörg Schröder) da, vor der gelben Bücherwand seines Lebens in seiner Altbauwohnung unterm Dach in Wilmersdorf im weißen Hemd mit weißem Bart. Neben ihm steht Barbara Kalender. Die beiden scheinen beinahe eins zu sein, seit über dreißig Jahren schreiben sie jetzt schon, leben sie, erzählen sie zusammen. Kalender, lustig, schnell, mit schulterlangem, braunem Haar und Händen immer in Bewegung, zwanzig Jahre jünger als Schröder, sagt: ›Wir sind ein Kugelmensch‹.“
„Auf den Mund gefallen sind Jörg Schröder und Barbara Kalender ganz und gar nicht. Schröder, der mit dem März-Verlag ein unkonventionelles Stück deutscher Literaturgeschichte schrieb, erzählt gerne aus dem Leben, immer gemeinsam mit seiner Partnerin – und das heißt: Beider Stimmen verschmelzen zu einer – so, wie das sonst nur bei französischen Philosophen geschieht. Und diese Stimme lästert, räsoniert, ergeht sich in Anekdoten, Abschweifungen, Alltagsbetrachtungen, Exkursen zur linken Historie, in Spott und Bissigkeit.“

## Anthologien (Auswahl)
Alle Beiträge gemeinsam mit Jörg Schröder.
- Vogelsberg. In: Barbara Häusler, Jürgen Roth (Hrsg.): Die Zeitung als Diskursmedium. extrablatt, Verlag die tageszeitung, Berlin 2005.
- Arno-Schmidt-Touristen. In: Kultur & Gespenster. textem Verlag, Hamburg 2006.
- Diebstahl postmodern. In: Jörg Sundermeier (Hrsg.): Das Buch vom Klauen. Verbrecher Verlag, Berlin 2005.
- Das Geld liegt auf der Straße. In: Werner Labisch, Jörg Sundermeier (Hrsg.): Hauptstadtbuch. Verbrecher Verlag, Berlin 2005.
- Der Bericht des braven Zöllners Sascha. In: Johannes Ullmaier (Hrsg.): Schicht! Arbeitsreportagen für die Endzeit. Suhrkamp Verlag, Frankfurt am Main 2007.
- Wir schmücken die Frauen der Welt. (Kaufbeuren-Neugablonz). In: Jürgen Roth, Rayk Wieland (Hrsg.): Best of Öde Orte. Reclam-Verlag, Leipzig 2005.

## Ausstellungen
- 2009/2010: Barbara Kalender, Jörg Schröder – 40 Jahre März Verlag. Neuer Berliner Kunstverein  (n.b.k.) Berlin.
- 2019: Politische Literatur & unpolitische Kunst. 50 Jahre MÄRZ Verlag – 100 Jahre Karl Quarch Verlag. Bibliotheca Albertina, Universitätsbibliothek Leipzig.